# Half-pipe (attraction)
Les Half-pipe sont un type d'attraction assimilés à des montagnes russes navette. Plusieurs constructeurs ont développé chacun leur(s) modèle(s) avec leurs particularités propres.

## Concept
Les passagers prennent place à bord d'un véhicule mis en mouvement par un moteur linéaire. Celui-ci effectue des aller-retours sur un circuit non fermé, en forme de U ou de W. La forme du véhicule et le nombre de places varient selon les modèles. Il peut être fixe ou rotatif et prendre la forme d'un wagonnet ou d'un plateau circulaire.

## Modèles
- Disk'O et Rockin' Tug du constructeur italien Zamperla
- Half Pipe Coaster du constructeur suisse Intamin
- Kontiki du constructeur allemand Zierer